# العلاقات بين كوسوفو وصربيا
أعلنت كوسوفو الاستقلال من جانب واحد عن صربيا في عام 2008، وهي خطوة ترفضها صربيا. لا تعترف صربيا بكوسوفو كدولة مستقلة ولا تزال تدعي أنها مقاطعة كوسوفو وميتوهيا المتمتعة بالحكم الذاتي. في البداية لم تكن هناك علاقات بين الاثنين؛ ولكن في السنوات التالية كان هناك زيادة في الحوار والتعاون بين الجانبين.
أسفرت المفاوضات التي ييسرها الاتحاد الأوروبي عن اتفاقية بروكسل لعام 2013 بشأن تطبيع العلاقات بين حكومتي كوسوفو وصربيا. وتعهدت الاتفاقية كلا الجانبين بعدم عرقلة الآخر في عملية الانضمام إلى الاتحاد الأوروبي، وحدد هيكل الشرطة والانتخابات المحلية في جميع أنحاء كوسوفو، كما وضع اقتراح مجتمع البلديات الصرب.
واتفقت المحادثات الدبلوماسية التي توسطت فيها الولايات المتحدة على الربط بين النقل الجوي والقطارات والطرق، بينما وقع الطرفان اتفاقية 2020 بشأن تطبيع العلاقات الاقتصادية. من المتوقع أن تصبح كوسوفو وصربيا جزءًا من السوق الموحدة، المعروفة باسم منطقة شنغن الصغيرة.

## رد فعل على إعلان الاستقلال
عارضت صربيا بشدة إعلان استقلال كوسوفو، الذي أُعلن في 17 فبراير 2008. في 12 فبراير 2008، وضعت حكومة صربيا خطة عمل لمكافحة إعلان كوسوفو المتوقع، والذي نص، من بين أمور أخرى، على استدعاء السفراء الصرب للتشاور احتجاجًا على اعتراف أي دولة بكوسوفو، وهو ما فعلته باستمرار. تقتصر أنشطة السفراء من الدول التي اعترفت بالاستقلال على اجتماعات مع مسؤولي وزارة الخارجية. أصدرت وزارة الداخلية الصربية مذكرة توقيف بحق هاشم ثاتشي وفاتمير سيديو وجاكوب كراسنيكي في 18 فبراير / شباط 2008 بتهمة الخيانة العظمى.
في 8 مارس 2008، استقال رئيس الوزراء الصربي فوجيسلاف كوشتونيتشا، وحل الحكومة الائتلافية قائلاً إنها منقسمة للغاية بشأن الوضع في كوسوفو بحيث لا يمكن الاستمرار فيها. أُجريت انتخابات برلمانية سابقة في 11 أيار / مايو 2008، إلى جانب الانتخابات المحلية. صرح الرئيس بوريس تاديتش بأن الحكومة سقطت «لأنه لم يكن هناك اتفاق بشأن المزيد من التكامل مع الاتحاد الأوروبي».

خريطة الدول التي اعترفت باستقلال كوسوفو
الدول التي تعترف بكوسوفو كدولة مستقلة

في 24 آذار / مارس 2008، سلوبودان سامارديتش، وزير كوسوفو وميتوهيا، اقترح تقسيم كوسوفو على أسس عرقية، وطلب من الأمم المتحدة ضمان أن بلغراد يمكن أن تسيطر على المؤسسات والوظائف الرئيسية في المناطق التي يشكل الصرب فيها أغلبية  ولكن أعضاء آخرين من الحكومة والرئيس نفى هذه المزاعم. في 25 آذار / مارس 2008، صرح رئيس الوزراء المنتهية ولايته، فويسلاف كوشتونيكا، بأنه يجب «ترك العضوية في الاتحاد الأوروبي جانبًا»، حتى تعلن بروكسل ما إذا كانت تعترف بصربيا ضمن حدودها الحالية.
في 24 يوليو 2008، قررت الحكومة إعادة سفرائها إلى دول الاتحاد الأوروبي. وعاد سفراء آخرون بعد النتيجة الإيجابية للتصويت في الجمعية العامة للأمم المتحدة. طردت صربيا الممثلين الدبلوماسيين لجميع الدول المجاورة التي اعترفت لاحقًا باستقلال كوسوفو: ألبانيا وبلغاريا وكرواتيا والمجر والجبل الأسود ومقدونيا الشمالية.
في 15 أغسطس 2008، قدم وزير الخارجية الصربي فوك يريميتش طلبًا إلى الأمم المتحدة للحصول على رأي استشاري غير ملزم قانونًا من محكمة العدل الدولية حول ما إذا كان إعلان الاستقلال ينتهك القانون الدولي. اعتمدت الجمعية العامة للأمم المتحدة هذا الاقتراح في 8 أكتوبر 2008. في يوليو 2010، أصدرت محكمة العدل الدولية رأيها الذي خلص إلى أن إعلان استقلال كوسوفو لم ينتهك القانون الدولي.

## 2008-2013
منذ إعلان الاستقلال، رفضت صربيا التعامل مباشرة مع جمهورية كوسوفو، ولكن فقط من خلال وسطاء دوليين UNMIK  وEULEX. ومع ذلك، كان هناك بعض التطبيع. بداية من عام 2011، أقنع فريق من الاتحاد الأوروبي صربيا بمناقشة بعض القضايا الحدودية الصغيرة مع كوسوفو. وفي فبراير 2013، التقى رئيسا كوسوفو وصربيا في بروكسل. كما يجري تبادل ضباط الاتصال. تم حث بلغراد وبريشتينا على مواصلة المحادثات في بروكسل، لكن صربيا ليست ملزمة بالاعتراف بكوسوفو في أي مرحلة من العملية.
في 27 آذار / مارس 2012، ألقت شرطة كوسوفو القبض على أربعة من صرب كوسوفو، بمن فيهم رئيس بلدية فيتينا، أثناء محاولتهم عبور الحدود المتنازع عليها في بيلا زيمليا إلى كوسوفو مع مواد الحملة للانتخابات المقبلة. ووجهت إليهم فيما بعد تهمة «التحريض على الكراهية وعدم التسامح بين الجماعات العرقية».
في اليوم التالي، تم اعتقال النقابي حسن أبازي مع زميله النقابي آدم أورسيلي من قبل الشرطة الصربية التي تعمل في معبر صربيا / كوسوفو بالقرب من جيلان. اتهم أبازي بالتجسس وأورسيلي بتهريب المخدرات. وصرح وزير الداخلية الصربي إيفيكا داتشيتش عن الاعتقالات أن «الشرطة الصربية لم تكن ترغب في اتباع هذا النهج، لكن من الواضح أن الوضع لم يعد من الممكن أن يستمر دون انتقام. . . إذا أراد شخص ما المنافسة في الاعتقالات، فلدينا الجواب». وبحسب محاميه، احتُجز أبازي بعد ذلك في الحبس الانفرادي. في 30 مارس / آذار، أمرت المحكمة العليا الصربية في فرانجي باحتجاز أبازي لمدة ثلاثين يومًا بتهم تجسس تعود إلى حادثة في عام 1999 زُعم فيها أن أبازي قدم فيها معلومات إلى الناتو. واحتجت منظمة العفو الدولية  وهيومن رايتس ووتش على اعتقال أبازي ووصفته بأنه «تعسفي».

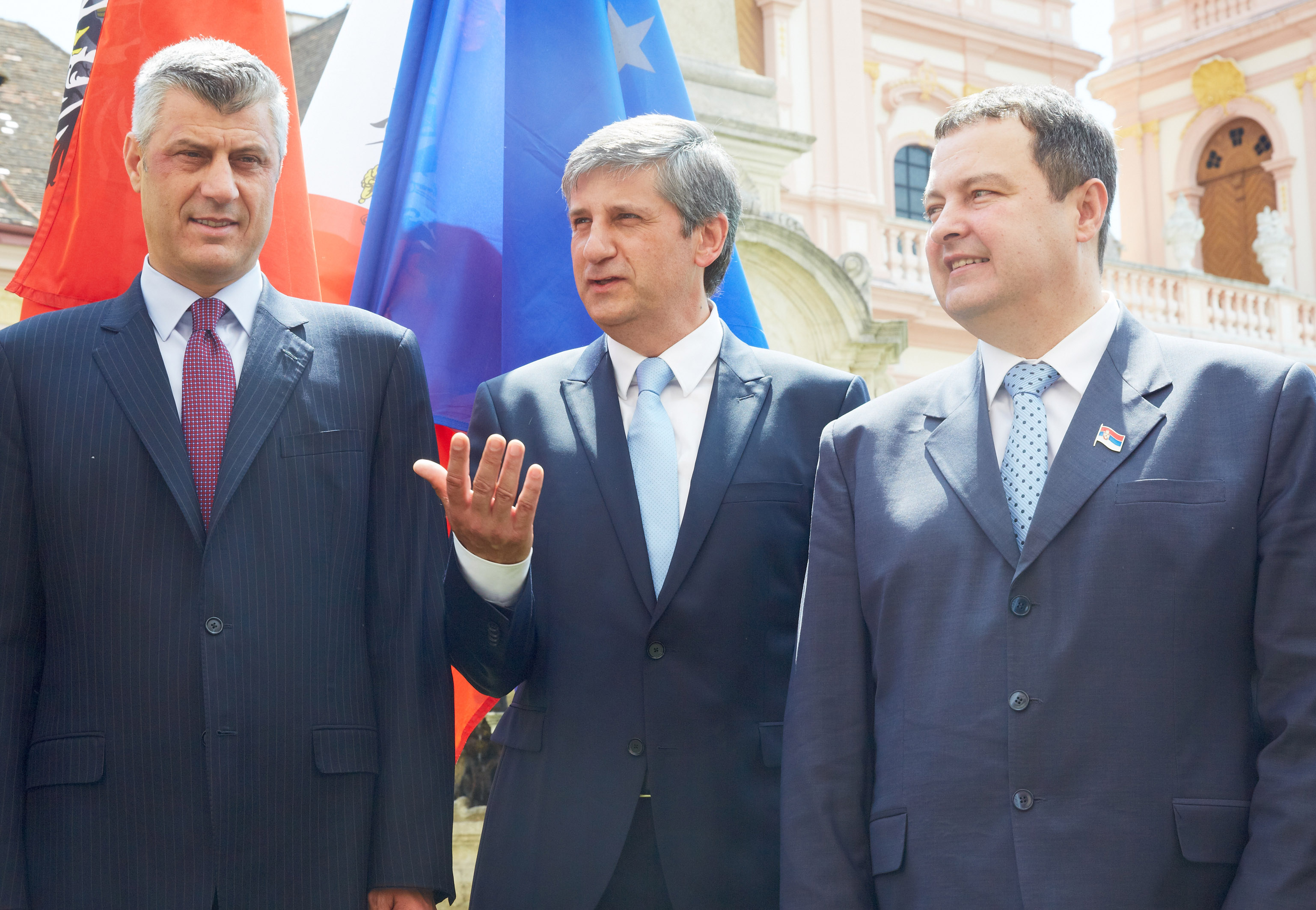
هاشم تاتشي، رئيس وزراء كوسوفو (يسار)، وإيفيكا داتشيتش، رئيس وزراء صربيا (يمين)، مع مايكل سبيندلغر (وسط) في فيينا، 2013.

في 19 أكتوبر 2012، بدأت محادثات التطبيع بوساطة الاتحاد الأوروبي في بروكسل مع رئيس الوزراء الصربي إيفيكا داتشيتش ورئيس وزراء كوسوفو هاشم تاتشي، حيث جلس رئيسا الوزراء على الطاولة وبدأوا محادثات حول تطبيع العلاقات بين بريشتينا وبلغراد. كان الوصول إلى مثل هذه الصفقة شرطًا ضروريًا لترشيح صربيا للاتحاد الأوروبي. توصلت الحكومات ببطء إلى اتفاقيات وصفقات في مجالات مختلفة، مثل حرية التنقل والشهادات الجامعية والتمثيل الإقليمي والتجارة والعادات الدولية. في بروكسل، اتفقت صربيا وكوسوفو على أن تنفيذ اتفاقية الحدود سيبدأ في 10 ديسمبر 2012. عُقد اجتماع تاريخي في 6 فبراير 2013، عندما جلس الرئيس الصربي توميسلاف نيكوليتش ورئيس كوسوفو أتيفيت ياهجاجا إلى نفس الطاولة لأول مرة منذ إعلان كوسوفو استقلالها.
بعد اتفاق ديسمبر 2012، تبادلت الدولتان ضباط الاتصال الذين عملوا في مقر الاتحاد الأوروبي في العاصمتين. ووصفت بريشتينا هؤلاء الضباط بـ «السفراء»، لكن بلغراد رفضت هذا التصنيف.
التقى كبار المسؤولين في صربيا بالممثل الأعلى للاتحاد الأوروبي للشؤون الخارجية والسياسة الأمنية كاثرين أشتون في بروكسل، وفي 11 مارس 2013، قال الرئيس الصربي نيكوليتش أن صربيا وكوسوفو كانتا على وشك التوقيع على اتفاقية من شأنها تحسين العلاقات بينهما.
في 19 أبريل 2013، أكملت الحكومتان اتفاقية بروكسل التي تم الترحيب بها كخطوة رئيسية نحو تطبيع العلاقات، وسيسمح لكل من صربيا وكوسوفو بالتقدم في التكامل الأوروبي. وتفيد التقارير بأن الاتفاقية تلزم كلا الدولتين بعدم «منع أو تشجيع الآخرين على عرقلة تقدم الجانب الآخر في مسارات الاتحاد الأوروبي المعنية». من بين التدابير الأخرى، تنص الصفقة على إنشاء قائد شرطة خاص (سيتم تعيين القائد من قبل بريشتينا من قائمة مقدمة من الصرب) ومحكمة استئناف (بموجب قوانين وإجراءات بريشتينا) للأقلية الصربية في كوسوفو، ولكنها لا ترقى إلى مستوى الاعتراف بلغراد باستقلال كوسوفو. لم تكن هناك أحكام خاصة في الاتفاق الممنوح للطوائف الصربية في شمال كوسوفو لأن جميع البلديات لها نفس الحقوق والمركز. في التقارير الإخبارية، نُقل عن آشتون قولها: «ما نراه هو خطوة بعيدًا عن الماضي، وبالنسبة لكليهما، خطوة أقرب إلى أوروبا»، في حين أعلن ثاتشي أن «هذا الاتفاق سيساعدنا على مداواة جراح الماضي إذا كانت لدينا الحكمة والمعرفة لتطبيقها عمليا».
وصدق مجلس كوسوفو على الاتفاقية في 28 يونيو 2013.

## مفاوضات 2013 إلى الوقت الحاضر

### 2013 اتفاقية بروكسل
واجهت مفاوضات كوسوفو - صربيا صعوبات في أعقاب الاتفاق الذي تم التوصل إليه في بروكسل. في 7 أغسطس 2013، تم الإعلان عن اتفاقية بين الحكومتين لإنشاء معابر حدودية دائمة بين صربيا وكوسوفو طوال عام 2014.

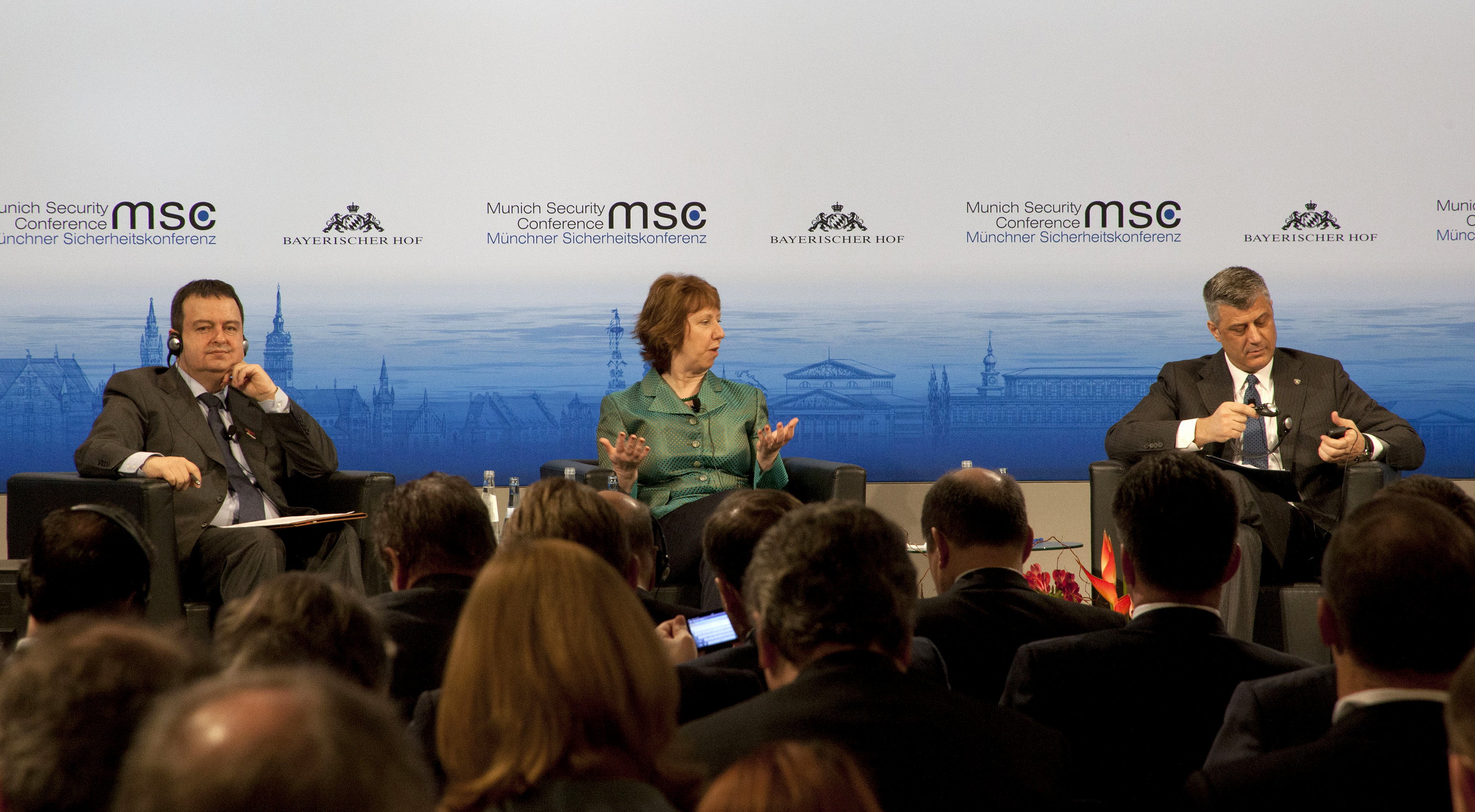
إيفيكا داتشيتش، رئيس وزراء صربيا (يسار)، وهاشم تاتش ، رئيس وزراء كوسوفو (يمين،) مع كاثرين أشتون (وسط) في ميوني، 2014.

في 9 سبتمبر 2013، تم التوصل إلى اتفاق للسماح لكوسوفو بالتقدم بطلب للحصول على رمز الاتصال الدولي الخاص بها. بعد ذلك بيومين، أعلنت الحكومة الصربية حل جمعيات الأقلية الصربية التي أنشأتها في شمال كوسوفو من أجل السماح بدمج الأقلية الصربية في كوسوفو عامة. من أجل تسهيل اندماج الأقلية الصربية في الشمال في مجتمع كوسوفو، أصدر برلمان كوسوفو قانون عفو عن أعمال المقاومة السابقة لسلطات كوسوفو. دخل هذا المبدأ حيز التنفيذ في أوائل ديسمبر، حيث وافقت حكومتا صربيا وكوسوفو على تعيين أحد صرب كوسوفو كرئيس للشرطة في المنطقة الصربية في شمال كوسوفو. كما توصلت الحكومتان إلى اتفاق من حيث المبدأ للسماح لكوسوفو بالتقدم بطلب للحصول على رمز الاتصال الدولي الخاص بها بمجرد أن تبدأ الحكومة الصربية محادثات الانضمام إلى الاتحاد الأوروبي. في 19 سبتمبر، قُتل ضابط من بعثة إيوليكس في منطقة الصرب في كوسوفو في إطلاق نار من سيارة، اعتُبر هذا القتل عملاً من قبل معارضي المصالحة.
في أواخر عام 2014، وصلت مفاوضات كوسوفو وصربيا إلى طريق مسدود بسبب تغيير الحكومة في كوسوفو التي تدعو الآن إلى نهج أكثر تشددًا تجاه صربيا. ظهرت المزيد من الصعوبات في ديسمبر 2014، حيث عارض رئيس صربيا توميسلاف نيكوليتش موقف الحكومة بالقول إن أي قرار بشأن كوسوفو يجب أن يخضع للاستفتاء.
في 26 أغسطس 2015، وقعت كوسوفو وصربيا سلسلة من الاتفاقيات في المجالات الرئيسية، في خطوة كبيرة نحو تطبيع العلاقات. وزعم وزير خارجية كوسوفو أن ذلك كان اعترافًا فعليًا بالاستقلال، بينما قال رئيس وزراء صربيا إنه يضمن التمثيل للصرب العرقية في كوسوفو. نتيجة للاتفاقيات، يمكن لصربيا الآن المضي قدمًا في مفاوضاتها للانضمام إلى الاتحاد الأوروبي. ومع ذلك، لا تزال الحكومة الصربية تعارض أي مبادرة من قبل حكومة كوسوفو للانضمام إلى وكالات الأمم المتحدة، وقد قوبلت مبادرة كوسوفو بشأن عضوية اليونسكو باحتجاج بلغراد.

### مجتمع البلديات الصربية

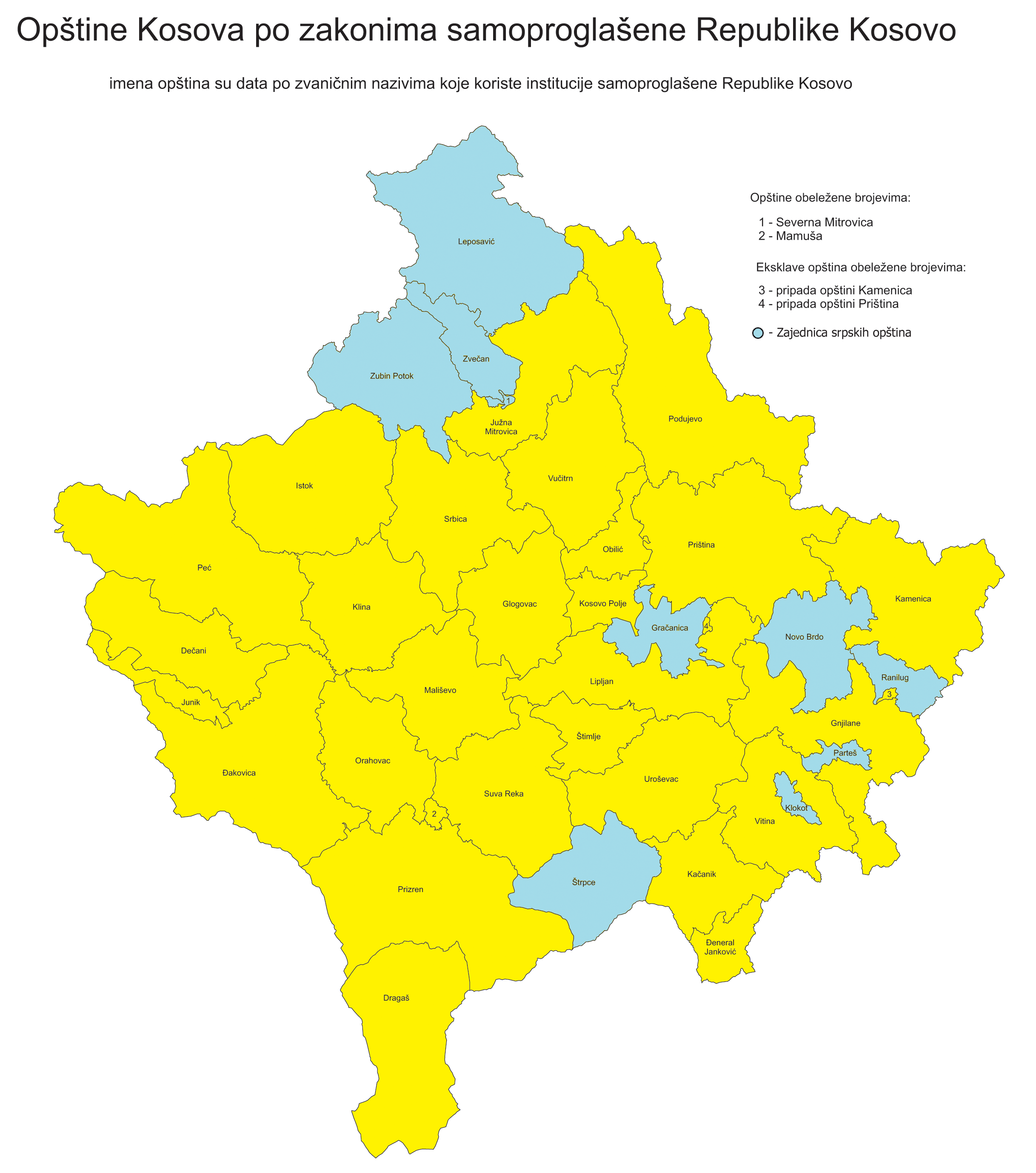
بلديات كوسوفو حسب تنظيم جمهورية كوسوفو
مجمع بلديات الصرب

في 13 كانون الأول / ديسمبر 2016، في الاجتماع 3511 لمجلس الاتحاد الأوروبي، حث مندوبو كوسوفو على التنفيذ السريع بحسن نية لجميع الاتفاقات السابقة، ولا سيما إنشاء رابطة / مجتمع البلديات ذات الأغلبية الصربية والمشاركة بشكل بناء مع صربيا في صياغة وتنفيذ الاتفاقات المستقبلية. في 29 ديسمبر 2016، أشار وزير الخارجية إيفيكا داتشيتش إلى أهمية الحفاظ على الحوار وتنفيذ جميع الاتفاقات، وخاصة تلك التي تنطبق على إنشاء مجتمع البلديات الصربية. في 30 كانون الأول (ديسمبر) 2016، صرح رئيس كوسوفو هاشم ثاتشي أنه يأمل أن يتم حل أسئلة المجتمع في بداية عام 2017. لم يحدث ذلك قط، وتبع ذلك انقسامات عميقة داخل الحكومة.

### حادث قطار 2017
في كانون الثاني (يناير) 2017، منع قطار مرسوم بألوان العلم الصربي وبعبارة «كوسوفو هي صربيا» من العبور إلى كوسوفو. صرح الرئيس الصربي توميسلاف نيكوليتش إن صربيا سترسل جيشها إلى كوسوفو إذا تعرض صرب كوسوفو للهجوم. اعتبرت كوسوفو القطار بمثابة استفزاز. حشدت كل من صربيا وكوسوفو قواتهما العسكرية على طول الحدود بين كوسوفو وصربيا.

### 2018 اعتقال سياسي صربي في كوسوفو
ألقت الشرطة الخاصة في كوسوفو القبض على السياسي الصربي ماركو يوريتش أثناء زيارته لميتروفيتشا الشمالية في مارس 2018. على الرغم من منعه من دخول كوسوفو وتحذيرات شرطة كوسوفو، فقد قرر ماركو يوريتش زيارة الجزء الشمالي من ميتروفيتشا. دخلت شرطة كوسوفو المسلحة بالبنادق إلى أماكن كان يجتمع فيها السياسيون الصرب المحليون وألقت القبض على ماركو يوريتش الذي يُمنع، وبحسب باكولي، هو منع من الدخول لأنه «يشجع على الكراهية».

### العقوبات التجارية (2018-2020)
في 6 نوفمبر 2018، أعلنت كوسوفو فرض ضريبة بنسبة 10٪ على السلع المستوردة من صربيا والبوسنة والهرسك. كان التبرير الرسمي للتعريفة الجديدة هو الممارسات التجارية غير العادلة والسلوك الذي يستهدف كوسوفو.

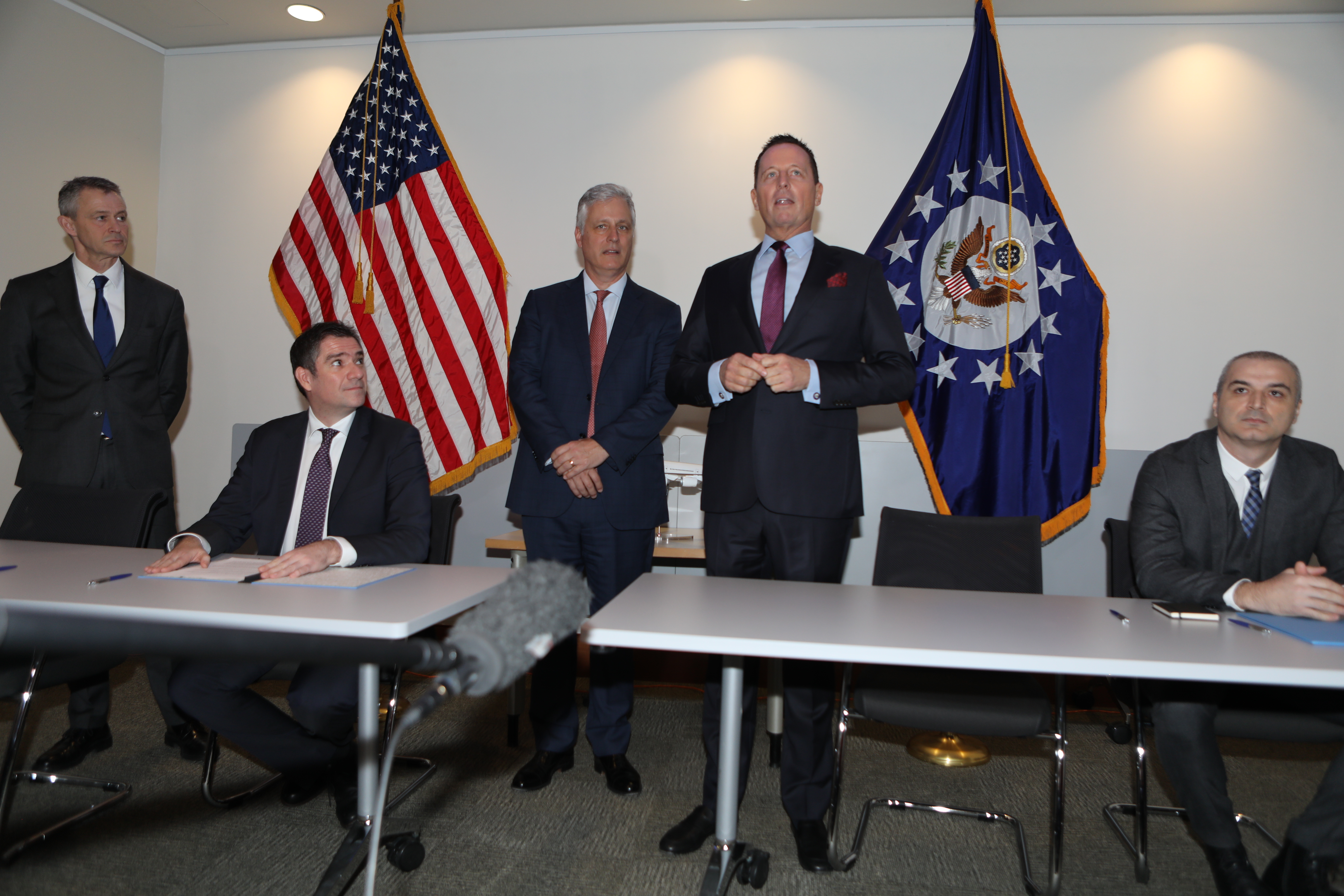
ميلون تريفوناك، وزير الدولة بوزارة الاقتصاد في صربيا (جالس على اليسار).
ريتشارد جرينيل، المبعوث الرئاسي الأمريكي الخاص لصربيا ومفاوضات كوسوفو للسلام (يقف على اليمين).
إيسيت بيريشا، مدير هيئة الطيران المدني في كوسوفو (جالس على اليمين).

في 21 نوفمبر 2018، أعلنت كوسوفو زيادة معدل الضريبة إلى 100٪. ويعتقد أن السياسة الجديدة كانت رداً على محاولة كوسوفو الفاشلة الثالثة للحصول على عضوية الإنتربول، وهي نتيجة يلقي باللوم فيها على نطاق واسع على الحملات الصربية من قبل المسؤولين الحكوميين في كوسوفو. في يوم الإعلان، غرد نائب رئيس الوزراء أنور خوجة علنًا: «صربيا تواصل حملتها العدوانية ضد كوسوفو في المرحلة الدولية. (. . .) للدفاع عن مصلحتنا الحيوية، قررت حكومة كوسوفو اليوم زيادة التعريفة الجمركية إلى 100٪. (. . .)» 
في 1 أبريل 2020، ألغت كوسوفو ضريبة 100٪.

### طيران بلغراد - بريشتينا
في 20 كانون الثاني (يناير) 2020، وافقت صربيا وكوسوفو على استئناف الرحلات الجوية بين عاصمتيهما لأول مرة منذ أكثر من عقدين. ستطير الشركة الألمانية يورو وينجز بين بلغراد وبريشتينا. وجاء الاتفاق بعد شهور من المحادثات الدبلوماسية التي أجراها ريتشارد جريني، سفير الولايات المتحدة لدى ألماني، الذي عينه الرئيس دونالد ترامب مبعوثًا خاصًا للعلاقات بين صربيا وكوسوفو في العام السابق

### اتفاقيات التطبيع الاقتصادي لعام 2020

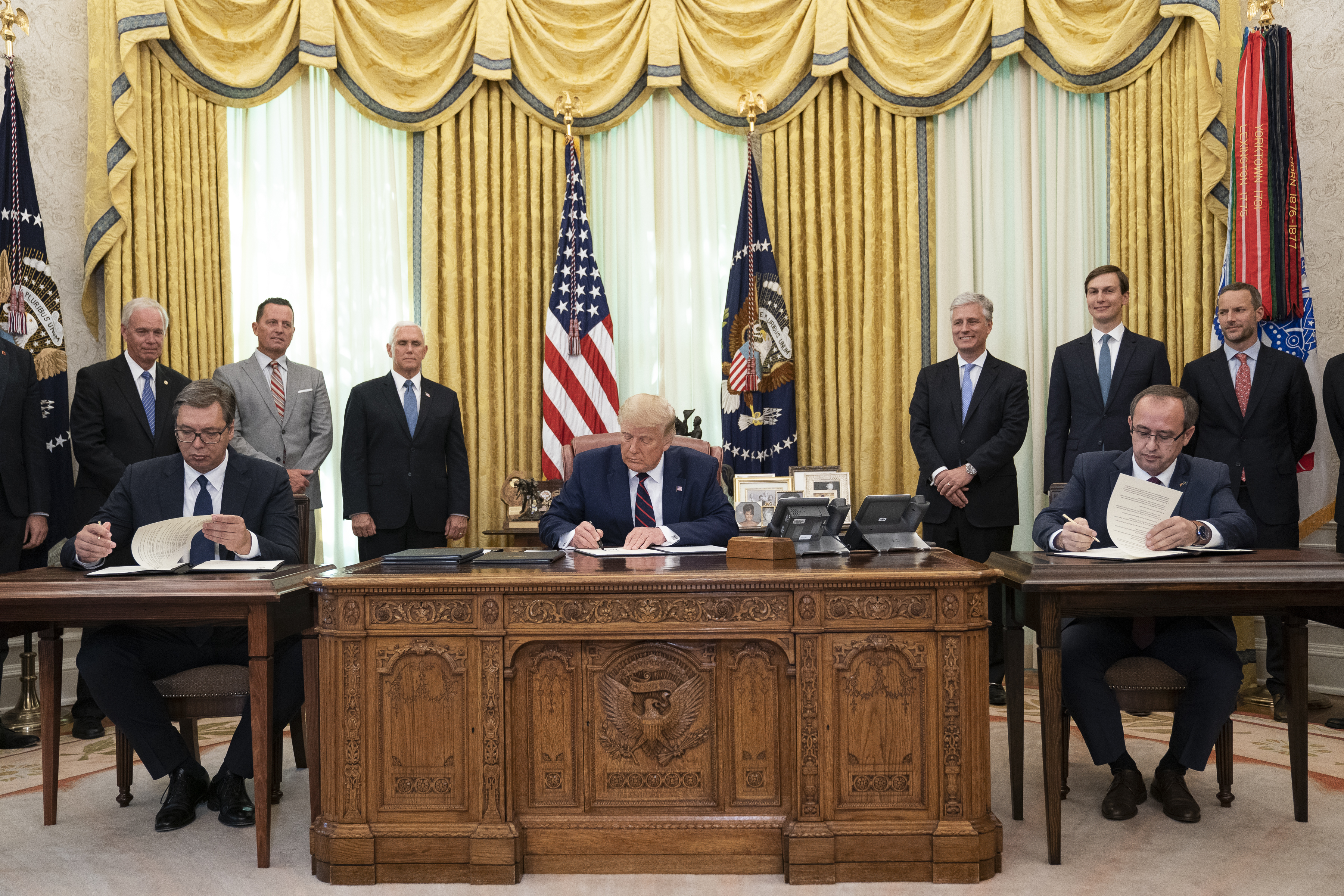
ألكسندر فوتشيتش، رئيس صربيا (يسار)، ودونالد ترامب، رئيس الولايات المتحدة (وسط)، وأفد الله هوتي، رئيس وزراء كوسوفو (يمين)، يوقعون الاتفاقية في البيت الأبيض، 2020.

في 4 سبتمبر 2020، بموجب اتفاق توسطت فيه الولايات المتحدة، وافقت صربيا وكوسوفو على تطبيع العلاقات الاقتصادية. ستشمل الصفقة عبورًا أكثر حرية، بما في ذلك عن طريق السكك الحديدية والطرق، بينما اتفق الطرفان على العمل مع بنك التصدير والاستيراد للولايات المتحدة ومؤسسة تمويل التنمية الدولية الأمريكية والانضمام إلى منطقة ميني شنغن، ولكن أيضًا لبدء خطوط السكك الحديدية بينهما مثل نيش - بريشتينا وربط شبكة السكك الحديدية في بلغراد بريشتينا مع ميناء بحري عميق على ساحل البحر الأدرياتيكي  وسوف يتم أيضا إجراء دراسة مع وزارة الطاقة الأميركية فيما يتعلق باقتسام بحيرة Gazivoda التي تمتد على الحدود بين الدولتين. بالإضافة إلى الاتفاقية الاقتصادية، وافقت صربيا على نقل سفارتها في إسرائيل من تل أبيب إلى القدس اعتبارًا من يونيو 2021 واتفقت إسرائيل وكوسوفو على الاعتراف المتبادل 

### سبتمبر 2020 محادثات في بروكسل
في 7 سبتمبر، التقى الرئيس الصربي ألكسندر فوتشيتش ورئيس وزراء كوسوفو أفد الله هوتي لإجراء محادثات في بروكسل استضافها جوزيب بوريل تحت رعاية الاتحاد الأوروبي. وفي مؤتمر صحفي عقب المحادثات، صرح ميروسلاف لاجاك، الممثل الخاص للاتحاد الأوروبي المعني بالحوار بين صربيا وكوسوفو، بأنه تم إحراز «تقدم كامل» في مجالات التعاون الاقتصادي والمفقودين والمشردين. سيجتمع فوتشيتش وهوتي مرة أخرى في بروكسل في 28 سبتمبر 2020  حيث سيناقشان الترتيبات الخاصة بمجتمعات الأقليات، وتسوية المطالبات المالية المتبادلة والممتلكات، وسيحاولان إحراز تقدم نحو اتفاقية أكثر شمولاً.